# Finnåkers kapell

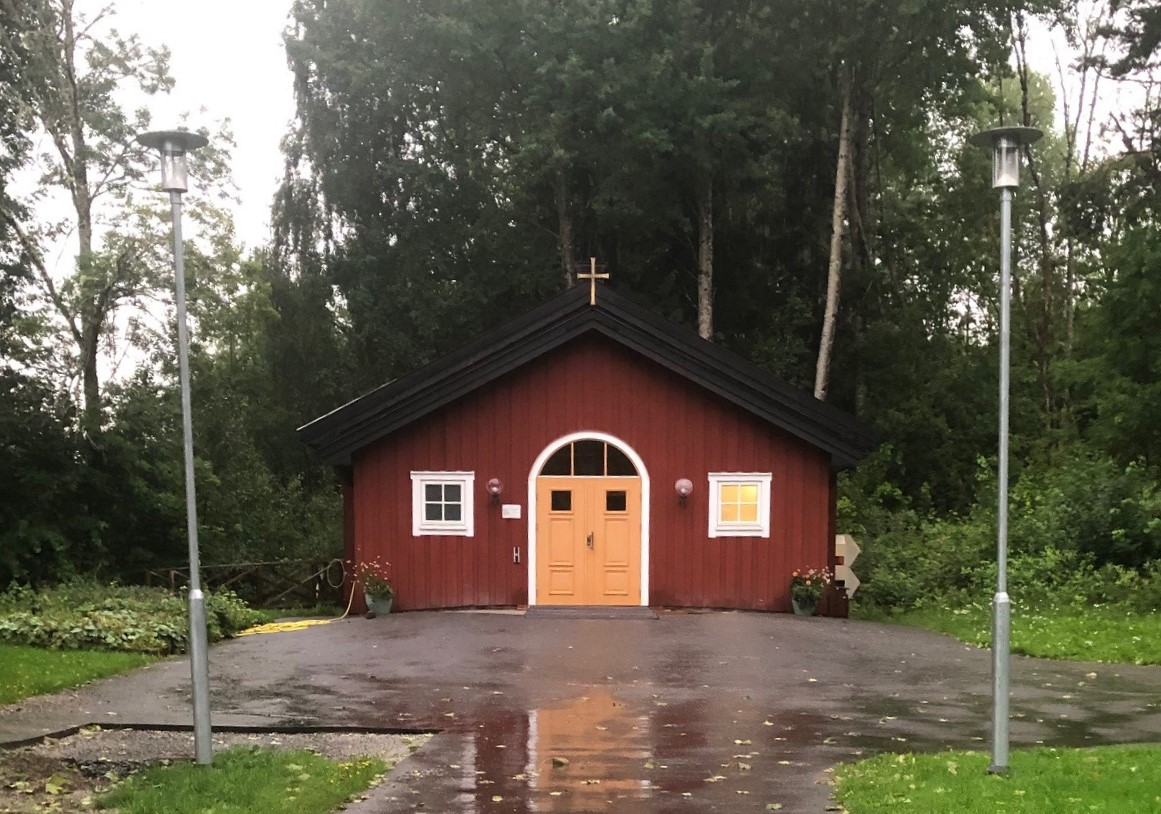
Finnåkers kapell.

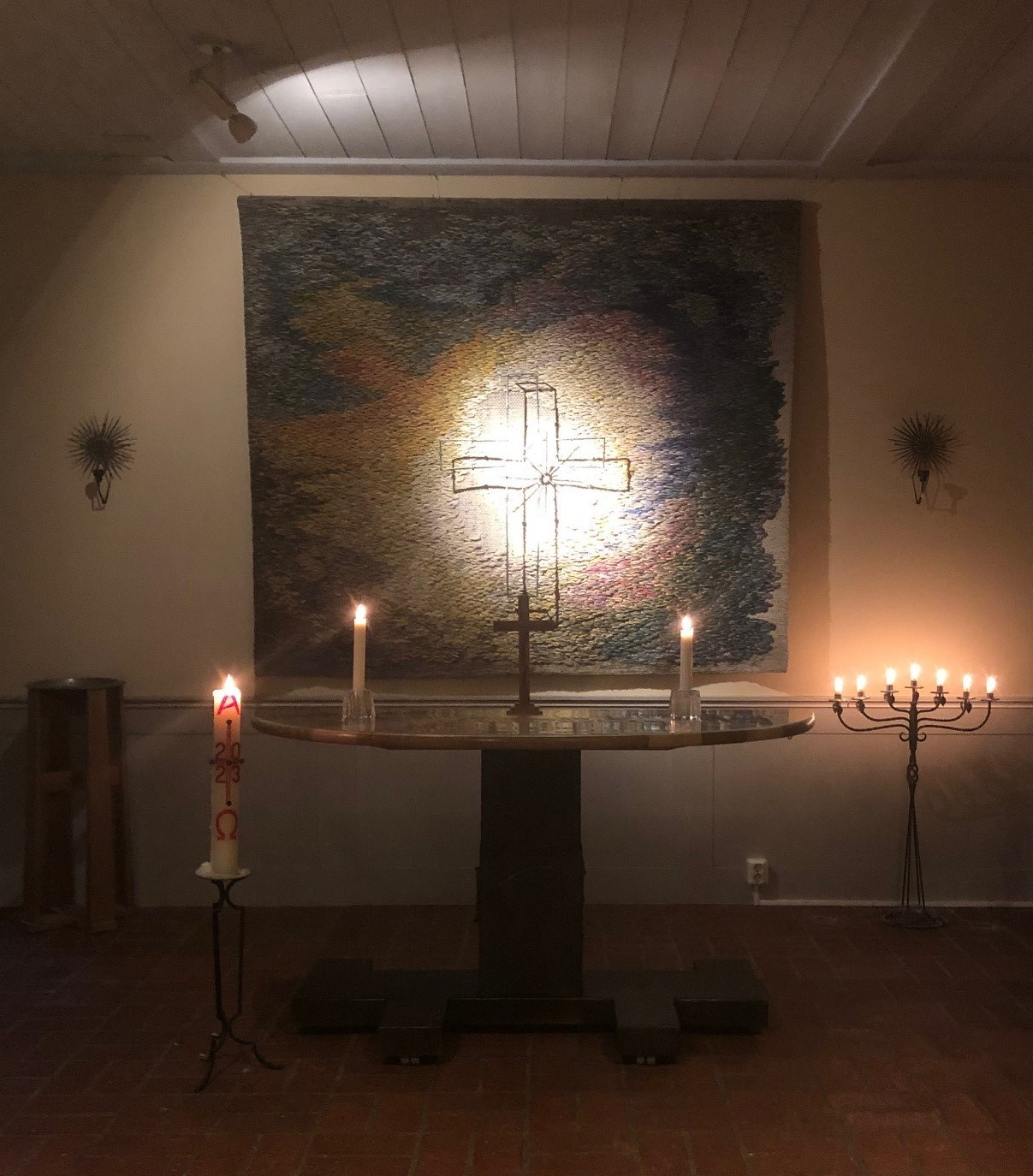
Finnåkers kapell interiör.

Finnåkers kapell, beläget vid Finnåkers kursgård, byggdes 1968 och invigdes i augusti samma år. Kapellet ritades av arkitekten Nils Tesch. Det uppfördes i trä i en enkel stil som anknöt till de omgivande byggnaderna i den gamla bruksmiljön snarare än till traditionella kapell. Kapellet rymmer 75 personer. Altarbordet i kapellet är byggt av sten som kommer från en gammal stenmangel från en av brukets flygelbyggnader. Finnåkers kursgård drivs av Svenska kyrkan av en ekonomisk förening med Västerås stift, Västerås domkyrkopastorat med flera.

## Källor

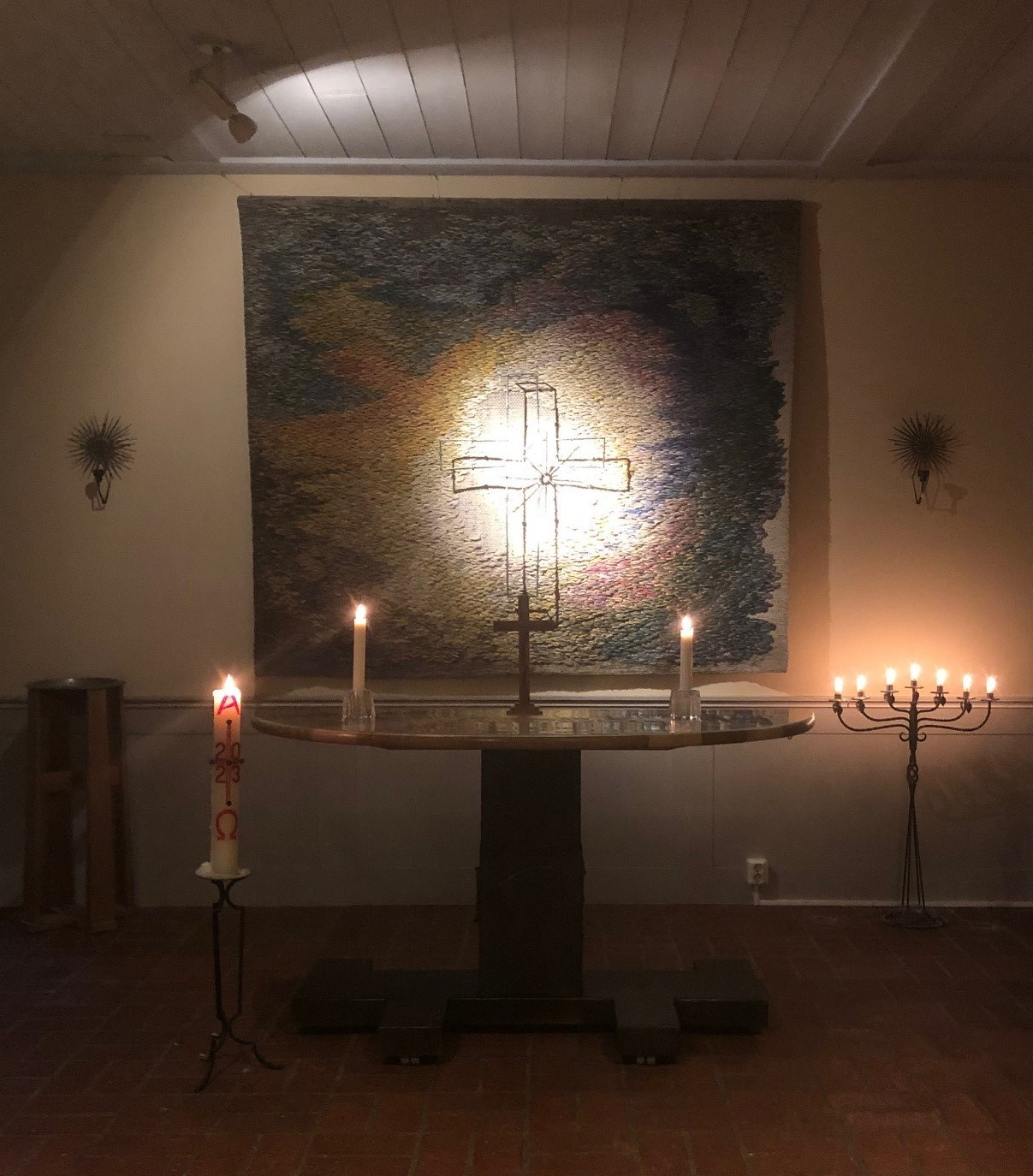
Finnåkers kapell interiör.